# Parastrophius vishwai
Parastrophius vishwai is een spinnensoort in de taxonomische indeling van de krabspinnen (Thomisidae).
Het dier behoort tot het geslacht Parastrophius. De wetenschappelijke naam van de soort werd voor het eerst geldig gepubliceerd in 1935 door Dyal.